# Mesquita Moti Masjid
La Mesquita Moti Masjid (literalment 'mesquita de perles') és una mesquita de marbre blanc dins el conjunt del Fort Roig de Delhi, l'Índia. Situat a l'oest del Hammam i a prop del Diwan-i-Khas, la va construir l'emperador mogol Aurangzeb entre el 1659 i el 1660.

## Història
La mesquita fou construïda per l'emperador mogol Aurangzeb al Fort Roig de Delhi, Índia, del 1659 al 1660, per a la seua segona esposa, Nawab Bai. La mesquita també la utilitzaven les dames de la Zenana.
La sala d'oració té tres arcs i es divideix en dues naus. Està rematada per tres cúpules bulboses, que estaven cobertes de coure daurat, que es degué perdre després de la rebel·lió índia del 1857.

## Arquitectura
Els murs exteriors s'orienten en simetria amb els exteriors del fort, mentre que els murs interiors tenen una orientació lleugerament diferent per alinear-se amb la Meca. La porta de l'est té fulles de coure.